# Liste der technischen Denkmale im Landkreis Sächsische Schweiz-Osterzgebirge
Die Liste der technischen Denkmale im Landkreis Sächsische Schweiz-Osterzgebirge enthält die Technischen Denkmale im Landkreis Sächsische Schweiz-Osterzgebirge.
Diese Liste ist eine Teilliste der Liste der Kulturdenkmale in Sachsen. Aufgrund der großen Anzahl von technischen Denkmalen ist die Liste nach den Anfangsbuchstaben der Gemeinden, in denen sich das jeweilige Denkmal befindet, aufgeteilt in die
- Liste der technischen Denkmale im Landkreis Sächsische Schweiz-Osterzgebirge (A–E)
- Liste der technischen Denkmale im Landkreis Sächsische Schweiz-Osterzgebirge (F–N)
- Liste der technischen Denkmale im Landkreis Sächsische Schweiz-Osterzgebirge (O–Z)